# Vùng áp suất thấp bờ biển Đông Úc

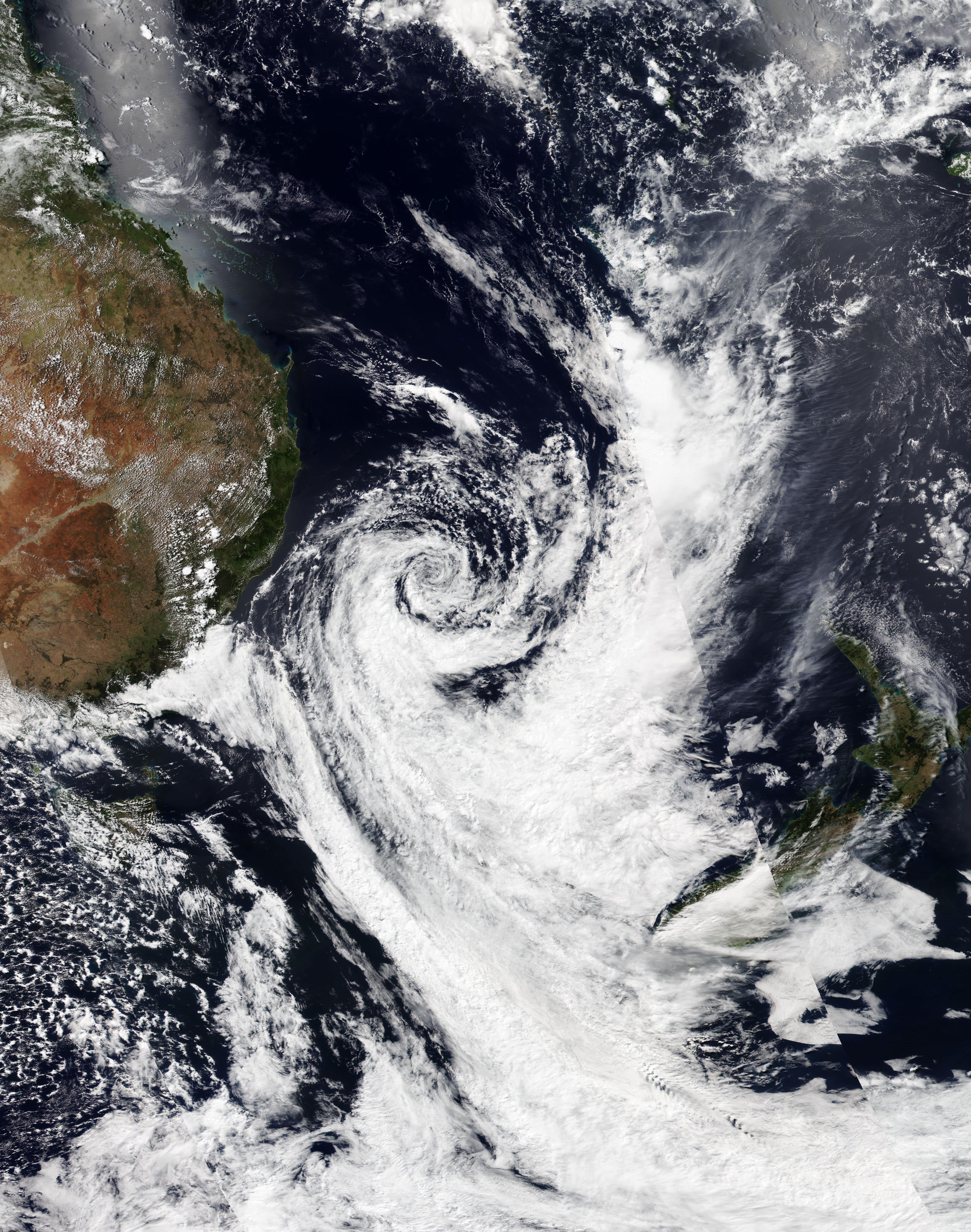
Vùng thấp cận nhiệt đới 96P năm 2021.

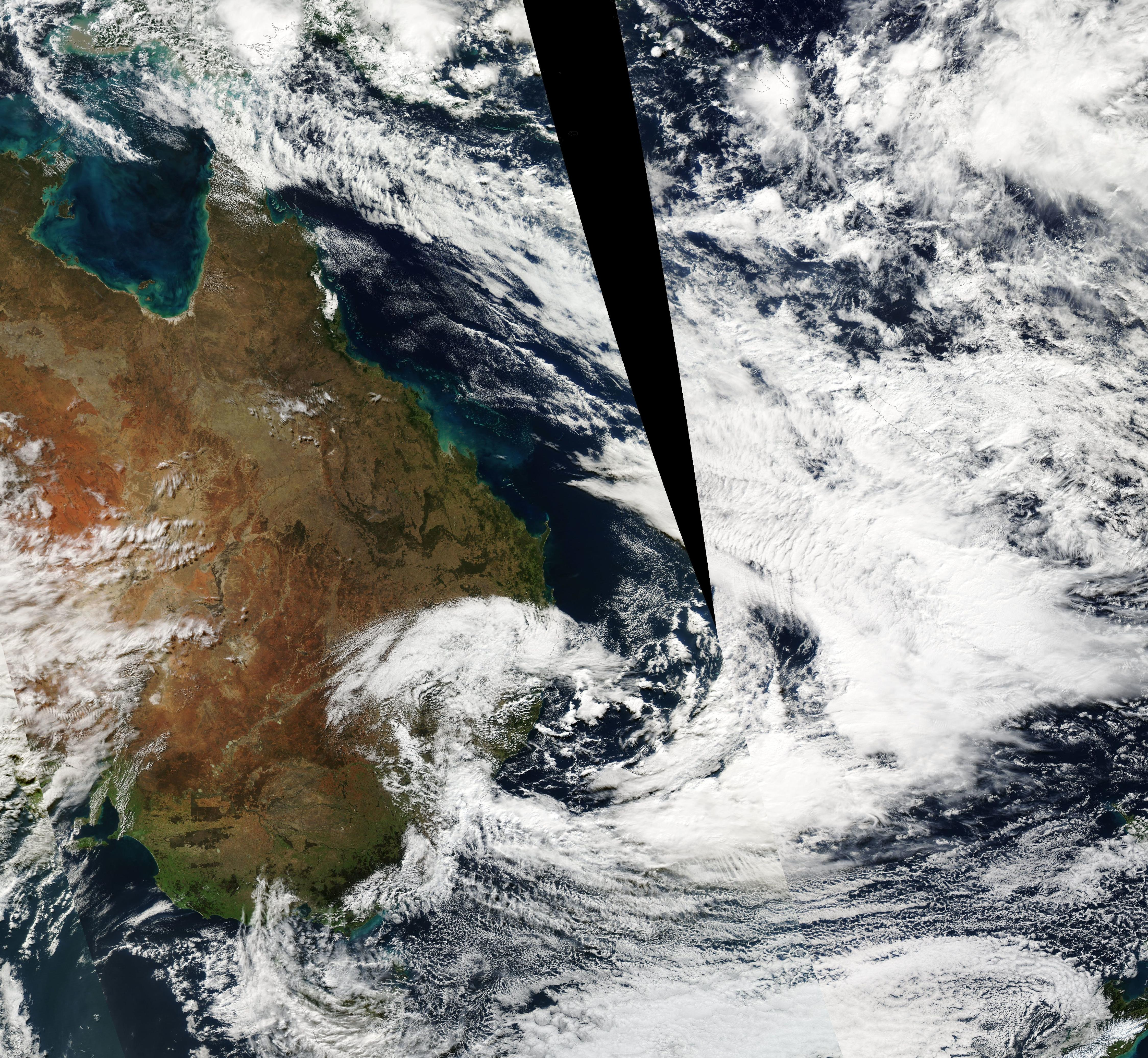
Một vùng áp suất thấp bờ biển Đông Úc vào ngày 25 tháng 6 năm 2013

Vùng áp suất thấp bờ biển Đông Úc (tiếng Anh: Australian east coast lows, (địa phương hay gọi east coast lows và thỉnh thoảng east coast cyclones)) là các xoáy thuận ngoài nhiệt đới. Các cơn bão dữ dội của các hệ thống này có nhiều đặc điểm của xoáy thuận cận nhiệt đới. Chúng phát triển từ 25 ° phía nam đến 40 ° phía nam và trong vòng 5 °Của bờ biển Úc, thường là trong những tháng mùa đông . Mỗi năm có khoảng mười vùng áp suất thấp biển "tác động đáng kể".
Trước khi giới thiệu hình ảnh vệ tinh vào đầu những năm 1960, nhiều vùng áp suất thấp biển phía Đông đã được phân loại là các lốc xoáy nhiệt đới. Những cơn bão này chủ yếu ảnh hưởng đến bờ biển phía đông nam không nên nhầm lẫn với các cơn lốc nhiệt đới ở khu vực của Úc, điển hình ảnh hưởng đến nửa phía Bắc lục địa.

## Đặc điểm
Sự hình thành xoáy thuận bùng nổ chỉ xảy ra trên trung bình mỗi năm một lần, nhưng những cơn bão này gây ra thiệt hại đáng kể do gió và lũ lụt khi chúng xảy ra. Các cơn lốc xoáy phía đông của Úc có kích thước khác nhau từ khoảng quy mô trung (khoảng 10–100 km (6-62 dặm)) đến quy mô tổng hợp (khoảng 100-1.000 km (62-621 dặm))
Lốc xoáy phía đông của Úc, mặc dù có quy mô và cường độ khác nhau, thường có đặc điểm là lượng mưa lớn. Những cơn bão này thường xảy ra dọc theo bờ biển phía đông của Úc ở Gladstone, Queensland tới biên giới Victoria / New South Wales và thường ảnh hưởng đến các thành phố lớn như Sydney và Brisbane, trong đó có hơn một phần ba dân số Úc sinh sống. Các thiệt hại liên quan đến mưa đến từ các cơn lốc xoáy bờ biển phía đông được ước tính hàng triệu đến hàng chục triệu đô la hàng năm và là một đóng góp chính cho tổng số tổn thất bảo hiểm liên quan đến thời tiết cho tổng thể nước Úc. Bảy phần trăm của tất cả các thảm hoạ lớn của Úc kể từ năm 1967 có thể được trực tiếp quy cho các cơn lốc xoáy bờ biển phía đông. Vùng áp suất thấp bờ biển Đông Úc thường gia tăng cường độ rất nhanh qua đêm khiến chúng trở thành một trong những hệ thống thời tiết nguy hiểm hơn ảnh hưởng đến bờ biển New South Wales.

### Khuôn mẫu
Tỉ lệ các loại bão này có thể dao động khá lớn từ năm này sang năm kế tiếp, không có gì trong một vài năm và tỷ lệ cao nhất là mười hai lần trong năm 1978/79. Một đặc điểm khác của sự phát triển vùng áp suất thấp bờ biển Đông Úc là xu hướng tập hợp các sự kiện khi điều kiện thuận lợi. Ví dụ, gần Brisbane, gần một phần ba các sự kiện xảy ra trong vòng 20 ngày kể từ một sự kiện trước đó.
Tương quan của các cơn lốc xoáy phía bờ biển phía Đông với sự khác biệt giữa các năm của Chỉ số dao động miền Nam (SOI) cho thấy sự ưa thích mạnh mẽ cho những cơn bão này để thành lập chỉ sau một chuyển động lớn giá trị từ âm sang dương của chỉ số dao động miền Nam và đặc biệt là chuyển động từ giá trị âm SOI những năm trước và dương SOI năm sau. Điều này cho thấy sự ưa chuộng sự hình thành các cơn lốc xoáy bờ biển phía Đông giữa các sự kiện cực đoan của chỉ số dao động miền Nam.